# Katar na Letnich Igrzyskach Olimpijskich 1984
Katar na Letnich Igrzyskach Olimpijskich 1984 reprezentowało 24 zawodników, samych mężczyzn. Był to debiutancki start reprezentacji Kataru na letnich igrzyskach olimpijskich.
Najmłodszym katarskim zawodnikiem był 18-letni piłkarz Mubarak Al-Khater, zaś najstarszym, również piłkarz 36-letni, Ali Al-Sadah.

## Skład reprezentacji

### Lekkoatletyka
Konkurencje biegowe
| Konkurencja        | Zawodnik                                                                 | Runda 1  | Runda 1 | Ćwierćfinał   | Ćwierćfinał   | Półfinał       | Półfinał       | Finał          | Finał          |
| Konkurencja        | Zawodnik                                                                 | Rezultat | Pozycja | Rezultat      | Pozycja       | Rezultat       | Pozycja        | Rezultat       | Pozycja        |
| ------------------ | ------------------------------------------------------------------------ | -------- | ------- | ------------- | ------------- | -------------- | -------------- | -------------- | -------------- |
| Bieg na 100 m      | Faraj Saad Marzouk                                                       | 10,78    | 33.     | nie awansował | nie awansował | nie awansował  | nie awansował  | nie awansował  | nie awansował  |
| Bieg na 200 m      | Jamal Al-Abdullah                                                        | 21,10    | 19.     | 21,44         | 25.           | nie awansował  | nie awansował  | nie awansował  | nie awansował  |
| Sztafeta 4 × 100 m | Waheed Khamis Al-Salem Faraj Saad Marzouk Jamal Al-Abdullah Talal Mansur | 40,60    | 15.     | 40,43         | 14.           | nie awansowali | nie awansowali | nie awansowali | nie awansowali |
| Maraton            | Ibrahim Al-Taher                                                         |          |         |               |               |                |                | nie ukończył   | nie ukończył   |

Dziesięciobój
| Zawodnik              | Konkurencja | 100 m | LJ   | SP    | HJ   | 400 m | 110ppł | DT    | PV   | JT    | 1500 m  | Finał | Miejsce |
| --------------------- | ----------- | ----- | ---- | ----- | ---- | ----- | ------ | ----- | ---- | ----- | ------- | ----- | ------- |
| Mohamed Mansour Salah | Wynik       | 11,51 | 6,62 | 11,54 | 1,88 | 52,04 | 16,20  | 36,26 | 3,50 | 45,02 | 4:35,64 | 6589  | 21.     |
| Mohamed Mansour Salah | Punkty      | 685   | 740  | 568   | 751  | 717   | 730    | 610   | 672  | 564   | 552     | 6589  | 21.     |

### Piłka nożna
- Reprezentacja mężczyzn

Reprezentacja Kataru brała udział w rozgrywkach grupy A turnieju olimpijskiego zajmując w niej ostatnie miejsce i na tym etapie zakończyła swój udział w turnieju. Ostatecznie drużyna Kataru została sklasyfikowana na 13. miejscu.
| - Adel Ahmed Malalla - Ali Al-Sadah - Ibrahim Ahmad - Faraj Al-Mass - Issa Al-Mohamedi - Khaled Salmaan - Mansoor Bakheet |  | - Mohamed Deham Al-Sowaidi - Mubarak Al-Khater - Salem Mehaizaa - Sultan Waleed Jamaan - Younis Lari - Mohamed Al-Ammari - Mubarak Al-Ali |

Grupa A
| Drużyna  | M | Mecze | Mecze | Mecze | Bramki | Bramki | Bramki | Pkt |
| Drużyna  | M | W     | R     | P     | +      | –      | +/-    | Pkt |
| -------- | - | ----- | ----- | ----- | ------ | ------ | ------ | --- |
| Francja  | 3 | 1     | 2     | 0     | 5      | 4      | +1     | 4   |
| Chile    | 3 | 1     | 2     | 0     | 2      | 1      | +1     | 4   |
| Norwegia | 3 | 1     | 1     | 1     | 3      | 2      | +1     | 3   |
| Katar    | 3 | 0     | 1     | 2     | 2      | 5      | -3     | 1   |

| 29 lipca 1984 19:30 | Katar · Al-Muhannadi 55', 60' | 2:2(1:0)Raport | Francja · 43' Garande · 61' Xuereb | Navy–Marine Corps Memorial Stadium, Annapolis Widzów: 29 240 Sędzia: Romualdo Arppi Filho |
|                     |                               |                |                                    |                                                                                           |

| 31 lipca 1984 19:00 | Chile · Baeza 52' | 1:0(0:0)Raport | Katar | Navy–Marine Corps Memorial Stadium, Annapolis Widzów: 14 508 Sędzia: Luis Paulino Siles Calderón |
|                     |                   |                |       |                                                                                                  |

| 2 sierpnia 1984 19:00 | Katar | 0:2(0:1)Raport | Norwegia · 21', 52' Vaadal | Harvard Stadium, Boston Widzów: 17 529 Sędzia: Bester Kalombo |
|                       |       |                |                            |                                                               |

### Strzelectwo
| Zawodnik                  | Konkurencja                      | Kwalifikacje | Kwalifikacje | Finał         | Finał         |
| Zawodnik                  | Konkurencja                      | Wynik        | Pozycja      | Wynik         | Pozycja       |
| ------------------------- | -------------------------------- | ------------ | ------------ | ------------- | ------------- |
| Eid Fayroze               | pistolet szybkostrzelny – 25 m   | 557          | 49.          | nie awansował | nie awansował |
| Said Al-Karbi             | pistolet szybkostrzelny – 25 m   | 571          | 42.          | nie awansował | nie awansował |
| Sulaiman Mohamed          | karabin małokalibrowy 50 m leżąc | 582          | 49.          | nie awansował | nie awansował |
| Jadaan Tarjam Al-Shammari | karabin małokalibrowy 50 m leżąc | 572          | 65.          | nie awansował | nie awansował |